# 厕增七
厕增七，即天兔座ζ（Zeta Leporis、ζ Lep、ζ Leporis）是一顆距離地球約70.5光年（21.6秒差距）的恆星，位於天兔座，視星等3.5。。2001年在它的周圍發現星周盤，相當於太陽系的小行星帶。

## 恆星狀態
厕增七的光譜類型是 A2 IV-V(n)，代表它即將從A型主序星轉變成次巨星。附加的 (n) 表示在光譜中有吸收線存在。又因為它的投影自轉速度高達245 km/s（赤道真實自轉速度的下限），都卜勒效應使譜線變寬。
厕增七的質量大約是太陽的1.46倍 ，半徑大約是太陽的1.5倍，光度則是太陽的14倍。它的金屬量只有太陽的17%，因此它是只有大約2.31億年的年輕恆星，但誤差範圍在0.5到3.47億年之間。

## 可能的小行星帶
1983年紅外線天文衛星以紅外線觀測厕增七，確認有塵埃圍繞。它的岩屑盤延伸到距離恆星12.2天文單位的距離。
2001年凱克天文台使用短波光譜儀進行更高精確度的觀測，進一步確定該岩屑盤延伸到5.4天文單位處。盤內塵埃的溫度大約是340 K。因為考慮到來自恆星輻射的加熱，該岩屑盤的內緣可能距離厕增七約2.5天文單位。
現在有科學家相信這些塵埃是來自環繞厕增七的大規模小行星帶，因此可能是第一個在太陽系以外發現的小行星帶。該岩屑盤的質量大約是太陽系小行星帶的200倍，或4×1023 kg（超過月球質量的一半）。Christine Chen 和 Michael Jura 發現帶內的塵埃應該會在2萬年內落入恆星，這遠低於母恆星的壽命，因此可能有機制隨時補充帶內的塵埃。該岩屑盤的年齡大約是3億年。
| 成員 (依恆星距離) | 质量         | 半長軸 (AU)  | 轨道周期 (天) | 離心率       | 傾角 | 半径 |
| ----------------- | ------------ | ------------ | ------------- | ------------ | ---- | ---- |
| 小行星带          | 2.5 — 6.1 AU | 2.5 — 6.1 AU | 2.5 — 6.1 AU  | 2.5 — 6.1 AU | —    | —    |

## 與太陽距離變化
Bobylev 自2010年開始的計算顯示，厕增七在86.1萬年前曾距離太陽只有4.17光年（1.28秒差距）。García-Sánchez 在2001年則指出在1百萬年前它距離太陽只有5.34光年（1.64秒差距）。

### 延伸閱讀
- Cote J. . Astronomy and Astrophysics. 1987, 181 (1): 77–84. Bibcode:1987A&A...181...77C.
- Aumann H. H., Probst R. G. . Astrophysical Journal. 1991, 368: 264–271. Bibcode:1991ApJ...368..264A. doi:10.1086/169690.
- Chen C. H., Jura M. . Astrophysical Journal. 2001, 560 (2): L171. Bibcode:2001ApJ...560L.171C. arXiv:astro-ph/0109216 . doi:10.1086/324057.
- M. M. Moerchen, C. M. Telesco, C. Packham, T. J. J. Kehoe. . Astrophysical Journal Letters. 2006, 655 (2): L109. Bibcode:2007ApJ...655L.109M. arXiv:astro-ph/0612550 . doi:10.1086/511955.

## 外部連結
- Britt, Robert Roy. . SPACE.com. 2001-06-04  [2008-06-26]. （原始内容存档于2008-05-12）.
- UCLA astronomers identify evidence of asteroid belt around nearby star: Findings indicate potential for planet or asteroid formation （页面存档备份，存于）, 2001.
- . Extrasolar Visions.   [2008-06-26]. （原始内容存档于2010-10-07）.
  - . Extrasolar Visions.   [2008-06-26]. （原始内容存档于2010-10-07）.
- . SolStation.   [2008-06-26]. （原始内容存档于2020-11-21）.
- Wikisky image （页面存档备份，存于） of Zeta Leporis